# Tarleton Hoffman Bean

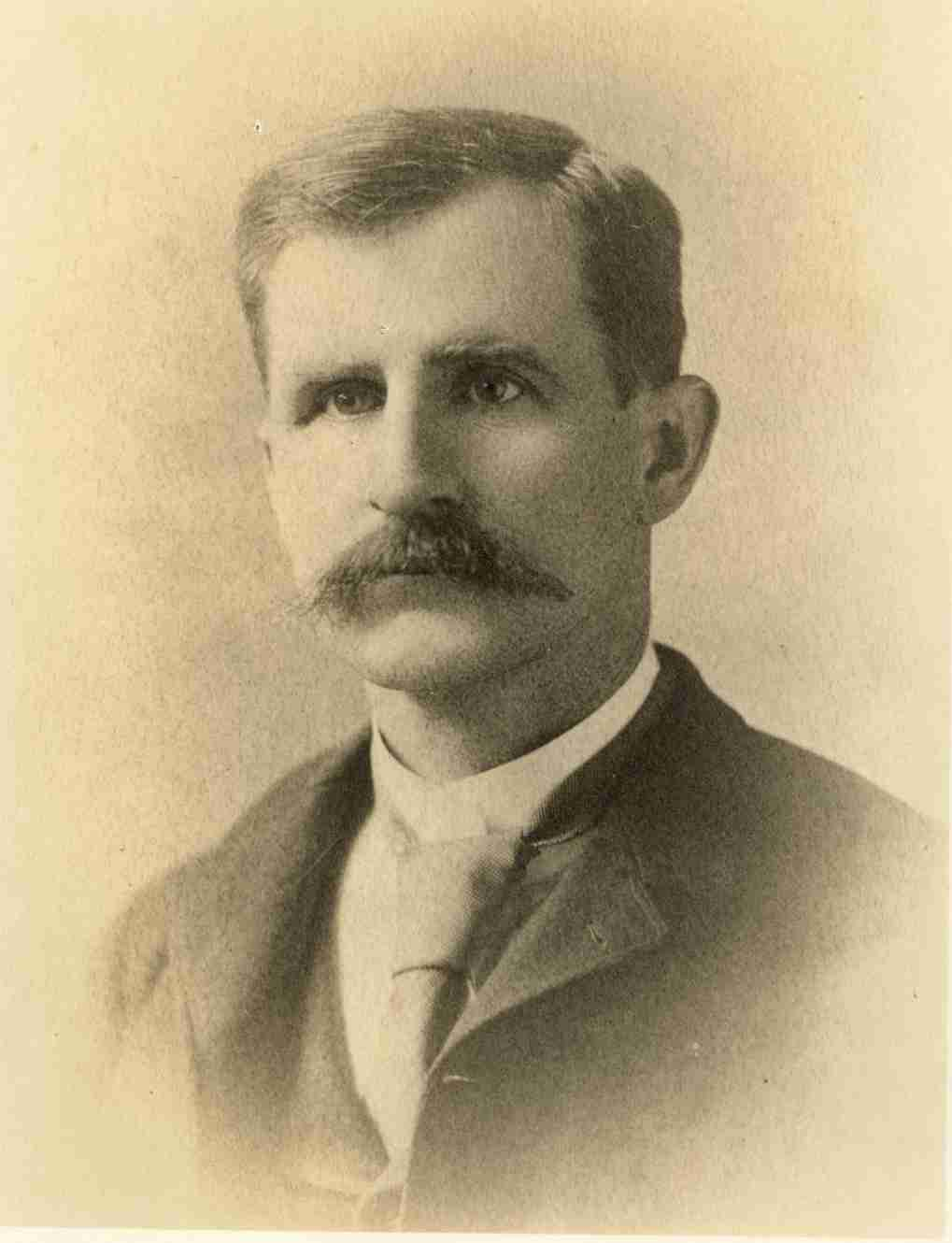
Tarleton Hoffman Bean

Tarleton Hoffman Bean (* 8. Oktober 1846 in Bainbridge, Pennsylvania; † 28. Dezember 1916) war ein US-amerikanischer Ichthyologe.
Tarleton Hoffman Bean wurde als Sohn von George Bean und Mary Smith Bean am 8. Oktober 1846 in Bainbridge geboren. Er besuchte die staatliche Schule in der Nähe von Millersville und war nach seinem Abschluss 1866 einige Jahre als Lehrer tätig. 1874 arbeitete er für die U.S. Commission on Fish and Fisheries an der Küste Connecticuts. Im gleichen Jahr nahm er sein Medizinstudium am Columbian College auf, das er 1876 erfolgreich abschloss. Als Arzt war er jedoch nicht tätig. Seine Leidenschaft lag bei den Naturwissenschaften.
1877 bekam er eine Stelle als Assistenz für Ichthyologie am Smithsonian Institution und wurde 1879 zum ersten Kurator der Fische ernannt. 1883 machte er endlich seinen Traum wahr und schloss sein Studium an der Universität von Indiana mit dem Master of Sciences ab. Von 1895 bis 1898 leitete er das Aquarium in New York.
Während seiner Feldstudien für die U.S. Commission on Fish and Fisheries entdeckte und beschrieb er zahlreiche neue Fischarten. Zusammen mit seinem Kollegen George Brown Goode veröffentlichte er mehrere wissenschaftliche Arbeiten, darunter Oceanic Ichthyology (1896).

## Ehrungen
Rosa und Carl H. Eigenmann benannten 1890 die Gattung Tarletonbeania aus der Familie der Laternenfische (Myctophidae) nach ihm.
Weitere Arten, die nach Tarleton Hoffman Bean benannt wurden, sind:
| - Ammocrypta beanii - Atherinella beani - Cichlasoma beani - Ctenolucius beani - Ophidion beanii | - Plectromus beanii - Poecilopsetta beanii - Prionotus beanii - Scopelogadus beanii - Serrivomer beani |

## Werke
Eine Auswahl seiner Werke:
- Oceanic Ichthyology (1896; zusammen mit George Brown Goode)
- Catalogue of the Fishes of Long Island (1901)
- Food and Game Fishes of New York (1902)
- Catalogue of the Fishes of New York (1903)